# Michael William Fisher

Wappen von Michael William Fisher (Buffalo)

Wappen von Michael William Fisher als Weihbischof

Michael William Fisher (* 3. März 1958 in Baltimore, USA) ist ein US-amerikanischer Geistlicher und römisch-katholischer Bischof von Buffalo.

## Leben
Michael William Fisher empfing am 28. April 1990 durch James Aloysius Kardinal Hickey das Sakrament der Priesterweihe für das Erzbistum Washington.
Am 8. Juni 2018 ernannte ihn Papst Franziskus zum Titularbischof von Truentum und zum Weihbischof in Washington. Der Erzbischof von Washington, Donald Kardinal Wuerl, spendete ihm am 29. Juni desselben Jahres die Bischofsweihe. Mitkonsekratoren waren der Bischof von Richmond, Barry Christopher Knestout, und der Washingtoner Weihbischof Mario Eduardo Dorsonville-Rodríguez.
Am 1. Dezember 2020 ernannte ihn Papst Franziskus zum Bischof von Buffalo. Die Amtseinführung fand am 15. Januar des folgenden Jahres statt.